# Jakub Nemčok
Jakub Nemčok (* 19. listopadu 1998 Kolín) je český herec a moderátor. Byl hlavním protagonistou seriálu #martyisdead, který získal v roce 2020 mezinárodní cenu Emmy.

## Dílo
Herectví i dabérství se věnuje už od dětství, jako osmiletý například hrál ve filmu Zajatci ďáblova chřtánu. Hrál rovněž ve filmu Něžné vlny, kde hrál Gustu, který je šikanován spolužákem. Objevil se v mnoha seriálech, například Bezdružice, Mordparta, Mazalové, Zahrádka pod hvězdami nebo hrál jednu z hlavních rolí v seriálu Láska v čase korony. Moderoval pořad Wifina na ČT. V roce 2019 hrál hlavní roli v seriálu #martyisdead. Ten byl oceněn jako první český seriál mezinárodní cenou Emmy. Své působení v seriálu okomentoval: „Jsem hrozně rád, že jsem mohl být součástí takového historického okamžiku v české kinematografii. (…) Seriál ukazuje realitu, neberu ho jen jako filmový kousek, ale i jako varovné video, které by měli vidět jak děti, tak dospělí, aby mohli v takové situaci pomoct.“